# Nishihara
Nishihara cho (西原町), é uma cidade situada no distrito de Nakagami, Okinawa, Japão. Dados de 2005 mostram que a cidade tem uma população estimada em 34.033 e uma densidade de 2149 pessoas por km ² . A área total é 15.84 km ². Situada a 10 km nordeste da prefeitura de Naha, Nishihara é cercado por municípios, cidades, e por vilas de Naha, de Urasoe, de Ginowan, de Haebaru, de Yonabaru, e de Nakagusuku. Devido a Universidade do Ryukyus (琉球大学, Ryūkyū Daigaku), o Colégio cristão de Okinawa (Okinawa Christian Junior College)  serem em Nishihara, e a universidade internacional de Okinawa (Okinawa International University) ser próxima, o slogan municipal de Nishihara é: “A cidade da Educação”.